# 유럽 고속도로 013호선
유럽 고속도로 013호선(European route E013)은 카자흐스탄의 사리오제크에서 콕탈까지 이르는 B-클래스급 고속도로로, 총 연장은 178 km이다.

## 경로
- 카자흐스탄
  - 사리오제크(영어판)
  - 콕탈(영어판)